# Carolina Toll
Carolina Toll (Gotemburgo, 25 de abril de 1973) es una deportista noruega que compitió en vela en la clase Europe. Ganó una medalla de bronce en el Campeonato Mundial de Europe de 1996.

## Palmarés internacional
| \| Campeonato Mundial \| Campeonato Mundial \| Campeonato Mundial \| Campeonato Mundial \| \| Año \| Lugar \| Medalla \| Clase \| \| ------------------ \| -------------------------- \| ------------------ \| ------------------ \| \| 1996 \| Palma de Mallorca (España) \| Medalla de bronce \| Europe \| |                            |                   |        |
| Campeonato Mundial |                            |                   |        |
| Año | Lugar                      | Medalla           | Clase  |
| 1996 | Palma de Mallorca (España) | Medalla de bronce | Europe |